# CPython
CPython是用C语言实现的Python解释器。作为官方实现，它是最广泛使用的Python解释器。除了CPython以外，还有用Java实现的Jython，用.NET实现的IronPython，使Python方便地和Java程序、.NET程序集成。另外还有一些实验性的Python解释器比如PyPy。
CPython是使用字节码的解释器，任何程序源代码在执行之前先要编译成字节码。它还有和几种其它语言（包括C语言）交互的外部函数接口。

## 支持的平台
| 类Unix * AIX * BSD * Darwin * FreeBSD * HP-UX * IRIX 5以及更高版本 * 九號計畫 * Mac OS X * NetBSD * Linux * OpenBSD * Solaris * Tru64 *其它Unix | 桌面操作系统 * AROS * AtheOS * BeOS * Windows * Windows NT * OS/2 * RISC OS | 特殊的和嵌入式 * GP2X * iPodLinux * Nintendo DS * Nintendo Gamecube * Symbian OS Series60 * Nokia 770 Internet Tablet * Nokia N800 * Nokia N810 * Palm OS * PlayStation 2 * PlayStation 3（Linux） * Psion * QNX * Sharp Zaurus * Xbox/XBMC * VxWorks * Openmoko | 大型机和其它 * OS/390 * VMS * z/OS |

## 曾经支持的平台
PEP 11（页面存档备份，存于）列出了CPython停止支持的平台。
- DOS（2.0开始停止支持）
- IRIX 4（2.3开始停止支持）
- Mac OS 9（2.4开始停止支持）
- MINIX（2.3开始停止支持）

## 非官方的移植
这些版本没有进入Python软件基金会的官方版本，这些版本包含了为特定平台提供的模块，如为PSP提供的图像和声音API以及为S60提供的SMS和照相机API。
- Amiga （页面存档备份，存于）
- AS/400 （页面存档备份，存于）
- DOS平台使用的DJGPP （页面存档备份，存于）
- PSP
- Symbian
- Windows CE/Pocket PC （页面存档备份，存于）

## 并发问题
在多处理器的计算机上使用CPython的主要问题来自CPython的全局解释器锁（Global Interpreter Lock，GIL），它使得CPython不能进行并发编程。要做到并发编程，就必须为每一个线程运行一个解释器。如果这样的话，它们之间的通讯就非常困难。所以社区内一直在讨论是否要从CPython中去除GIL。

## 延伸閱讀
- Shaw, Anthony. . Real Python. 2021. ISBN 9781775093343.

## 外部連結
- GitHub上的CPython